# Les Lumières de Zetar
Les Lumières de Zetar (The Lights of Zetar) est le dix-huitième épisode de la troisième saison de la série télévisée Star Trek. Il fut diffusé pour la première fois le 31 janvier 1969 sur la chaîne américaine NBC.
L'Enterprise est chargé de transporter le lieutenant Mira Romaine vers la planète-bibliothèque Memory Alpha. Une étrange masse de lumières multicolores se met en travers du vaisseau, donnant à Romaine des pouvoirs inconnus.

## Distribution

### Acteurs principaux
- William Shatner — James T. Kirk (VF : Yvon Thiboutot)
- Leonard Nimoy — Spock (VF : Régis Dubost)
- DeForest Kelley — Leonard McCoy
- James Doohan — Montgomery Scott
- George Takei — Hikaru Sulu
- Nichelle Nichols — Nyota Uhura
- Walter Koenig — Pavel Chekov

### Acteurs secondaires
- Majel Barrett - Infirmière Christine Chapel
- Jan Shutan - Lieutenant Mira Romaine
- John Winston - Lieutenant Kyle
- Libby Erwin - Technicien
- Frank da Vinci - Membre de l'équipage
- William Blackburn - Lieutenant Hadley
- Roger Holloway - Lieutenant Lemli

## Résumé
L'Enterprise doit escorter une scientifique, le lieutenant Mira Romaine, jusqu'au planétoïde Memory Alpha, gigantesque planète-bibliothèque dans laquelle de nombreux scientifiques travaillent. L'ingénieur Montgomery Scott semble avoir lié une relation amoureuse avec Romaine. Toutefois, en arrivant non loin du planétoïde, ils se retrouvent face à une masse lumineuse multicolore voyageant à la vitesse de la lumière. En la traversant, de nombreux membres de l'équipage perdent momentanément un sens, et Romaine tombe à terre, absorbe une partie du pouvoir et émet pendant quelque temps des sons étranges.
Envoyée à l'infirmerie du vaisseau, Mira semble ne pas avoir de complications supplémentaires et s'oppose même violemment à ce que le docteur McCoy la laisse en observation plus longtemps. Sur le pont du vaisseau, le capitaine Kirk, Spock et les membres d'équipage observent les étranges lumières traverser Memory Alpha avant de se retirer. Se téléportant à l'intérieur, ils découvrent que la plupart des scientifiques du planétoïde sont morts, à l'exception d'une femme qui produit des sons semblables à ceux émis par Romaine. Une fois téléportée à l'intérieur, celle-ci panique et explique qu'il faut s'enfuir, car la masse lumineuse va revenir.
Tous reviennent à bord du vaisseau et s'enfuient. Toutefois, la masse lumineuse continue de les suivre, quelles que soient leur trajectoire ou leur rapidité. Romaine explique qu'elle avait eu une vision des hommes de Memory Alpha, morts, avant d'être téléportée à bord du planétoïde. La masse lumineuse se place alors face à l'Enterprise tout en maintenant une certaine distance, et Spock détecte qu'elle se compose d'une dizaine de formes de vie. Kirk demande à l'Enterprise de tirer dessus, mais les tirs semblent affecter physiquement le lieutenant Romaine.
Lors d'une réunion, McCoy dévoile que les ondes cérébrales de Mira Romaine ont changé et Spock découvre qu'elles correspondent au signal envoyé par la masse lumineuse. Le lieutenant Romaine dévoile alors qu'elle a eu une autre vision, celle de Scotty mourant. Celui-ci la rassure en disant qu'ils vont empêcher cette vision d'avoir lieu. La masse lumineuse commence à se rapprocher de l'Enterprise et envahit le vaisseau. Elle prend alors possession du lieutenant Romaine et parle par sa voix : la masse lumineuse est en réalité formée par les restes des désirs et émotions des êtres de Zetar, planète où toute forme humanoïde a été détruite. Ceux-ci ont trouvé un refuge possible en Mira Romaine. Scotty se dévoue pour mener le lieutenant Romaine dans un caisson de décompression, ce qui tue les êtres de Zetar et ramène Mira à son état normal. Celle-ci est ramenée sur Memory Alpha.

## Production

### Écriture
L'épisode fut proposé par l'animatrice de télévision Shari Lewis et son mari Jeremy Tarcher, tous deux fans de Star Trek. L'idée du scénario fut initialement refusé par le producteur Fred Freiberger, car un épisode sur lequel ils travaillaient semblait assez similaire. Celui-ci ayant été refusé, l'épisode, alors nommé « Sentry 7 », put être proposé le 22 août 1968.
Lewis avait écrit cet épisode avec l'intention de casser la routine selon laquelle les femmes tombent toutes amoureuses du capitaine Kirk. Dans une première version, datée du 12 septembre 1968 et déjà intitulée « The Light of Zetar », Mira était l'assistante de Scotty et partageait sa passion pour les machines. Le script fut finalisé le 28 octobre 1968 avant d'être partiellement réécrit par Arthur Singer et Fred Freiberger au cours du mois de novembre 1968.

### Casting
Shari Lewis avait proposé cet épisode en espérant jouer le rôle de Mira Romaine, mais finalement, c'est l'actrice Jan Shutan qui fut engagée à sa place.

### Tournage
Le tournage eut lieu du 1er au 11 novembre 1968 au studio de la compagnie Desilu sur Gower Street à Hollywood, sous la direction de Herb Kenwith.

## Diffusion et réception critique

### Diffusion américaine
L'épisode fut transmis à la télévision pour la première fois le 31 janvier 1969 sur la chaîne américaine NBC en tant que dix-huitième épisode de la troisième saison.

### Diffusion hors États-Unis
L'épisode fut diffusé au Royaume Uni le 17 novembre 1971 sur BBC One.
En version francophone, l'épisode est diffusé au Québec en 1971 par Télé-Métropole et son réseau d'affiliés. En France, l'épisode est diffusé le dimanche 20 mars 1983 sur TF1. Il s'agit du dernier des treize épisodes à avoir été diffusés à cette période.

### Réception critique
Dans un classement pour le site Hollywood.com, Christian Blauvelt place cet épisode à la 66e position sur les 79 épisodes de la série originelle. Pour le site The A.V. Club, Zack Handlen donne à l'épisode la note de B-, trouvant que, si le couple entre Scotty et Mira fonctionne malgré leur paternalisme, l'épisode manque d'originalité.

### Hommage
Le wiki consacré à Star Trek se nomme Memory Alpha.

## Adaptation littéraire
L'épisode fut romancé sous forme d'une nouvelle de 23 pages écrite par l'auteur James Blish dans le livre Star Trek 6, recueil compilant différentes histoires de la série et sorti en avril 1972 aux éditions Bantam Books.

## Éditions commerciales
Aux États-Unis, l'épisode est offert sous différents formats. En 1988 et 1990, il est sorti en VHS et Betamax. Il est sorti en version remastérisée sous format DVD en 2001 et 2004.
L'épisode a connu une nouvelle version remasterisée sortie le 7 juin 2008 : il comprenait de nouveaux effets spéciaux, notamment les plans de l'Enterprise et de Memory Alpha qui seront refaits à partir d'images de synthèse. De plus, les effets de la masse lumineuse y étaient améliorés. Cette version est comprise dans l'édition Blu-ray, diffusée en décembre 2009.
En France, l'épisode fait partie de l'édition VHS de l'intégrale de la saison 3 offerte en 2000. L'édition DVD est sortie en 2004, et l'édition Blu-ray, le 22 décembre 2009.